# Chinotto
Chinotto (кіно́тто) — це тип газованого безалкогольного напою, виготовлений із соку плоду апельсинового дерева (Citrus myrtifolia). Напій темного кольору. На вигляд подібний до коли, але Chinotto не настільки солодкий, як кола.
Напій був відомий ще в давнину як темний варений апельсиновий сік, який вважався закускою. Промислове виробництво Chinotto відбулося до 1950-х років. Виробляється в Італії кількома компаніями, і в основному споживається в Італії та Мальті. Компанія San Pellegrino, компанія з мінеральної води, експортує її під торговельною маркою «Chinò» та «Chinotto». Кока-Кола випускає його під брендом «Fanta Chinotto» в Італії та «Fanta Amara» на Мальті.

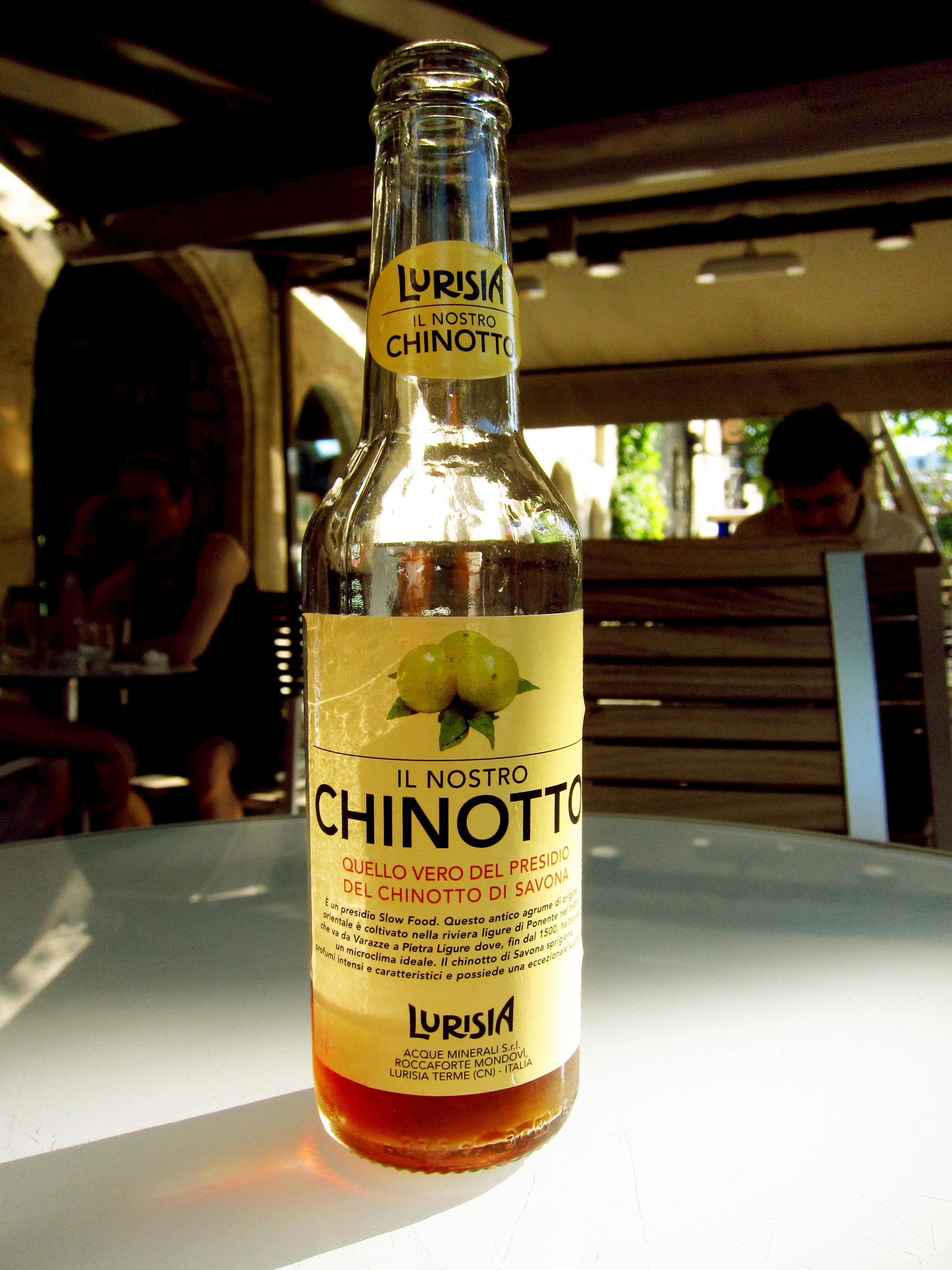
Пляшка італійського chinotto

## У світі
- Бренд Brio в Канаді (він солодший за італійський бренд).
- Бренд Bisleri в Австралії (належить Coca-Cola Amatil).
- У Венесуелі Спрайт продається під брендом «Chinotto»; належить компанії The Coca-Cola Company.
- Кінні це м'який напій, зроблений на Мальті.[1]

## Виноски
1. ↑  Кінні виходить у продаж в Лондоні [Архівовано 20 вересня 2010 у Wayback Machine.] Times of Malta, 17 September 2010.